# McCollum Peak
Der McCollum Peak ist ein 735 m hoher Berg an der Graham-Küste des Grahamlands im Norden der Antarktischen Halbinsel. Er ragt südlich der Beascochea-Bucht und 3 km südöstlich des Mount Waugh auf der Barison-Halbinsel auf.
Teilnehmer der Fünften Französischen Antarktisexpedition (1908–1910) unter der Leitung des Polarforschers Jean-Baptiste Charcot kartierten ihn. Das UK Antarctic Place-Names Committee benannte ihn 1959 nach dem US-amerikanischen Biochemiker Elmer McCollum (1879–1967), der 1915 als Erster die Vitamine A und B isoliert hatte.